# Насонов, Николай Викторович
Николай Викторович Насонов (14 [26] февраля 1855, Москва — 11 февраля 1939, Москва, РСФСР, СССР) — русский учёный, зоолог, действительный член Петербургской академии наук.

## Биография
Родился 14 (26) февраля 1855 года в Москве. 
Учился во 2-й Московской гимназии. Окончил курс (1874—1879) на естественном отделении физико-математического факультета Московского университета (1879) и был утверждён ассистентом Зоологического музея (1878-1880).

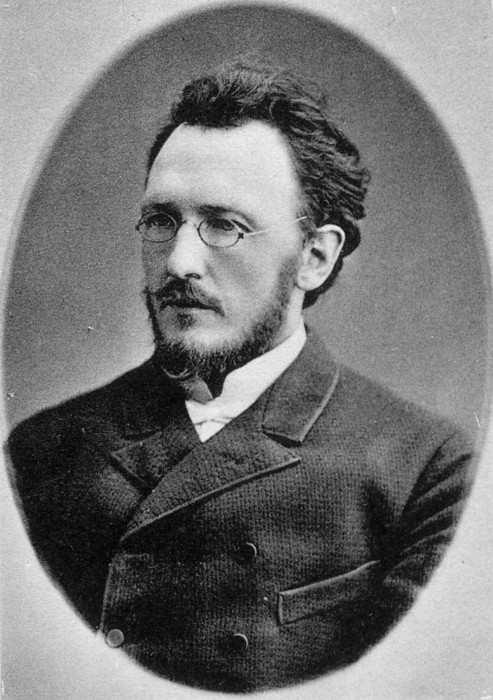
Н. В. Насонов, ок. 1910

С 1884 года работал в Одессе — в Новороссийском университете у профессора А. О. Ковалевского. Защитив в 1887 году магистерскую диссертацию «Развитие низших ракообразных и морфология низших насекомых», получил в университете должность приват-доцента; читал лекции по энтомологии.
В 1889 году перешёл в Варшавский университет. В 1890 году защитил докторскую диссертацию «Материалы по естественной истории муравьёв» и стал экстраординарным, затем ординарным профессором кафедры зоологии Варшавского университета; до 1906 года заведовал зоологическим кабинетом университета; был деканом физико-математического факультета Варшавского университета. Автор классических работ по биологии веерокрылых насекомых, работ о развитии африканского страуса.
В 1906 году был избран ординарным академиком (член-корреспондент — с 1897 года). Был директором зоологического музея Императорской Академии наук (1906—1921).
В 1918-1919 годах был профессором Саратовского университета.
С 1919 года жил в городе Орлов Вятской губернии; открыл там Народный музей с коллекциями по естествознанию.
Затем — директор лаборатории экспериментальной зоологии АН СССР (1921—1931) и лаборатории Института цитологии, гистологии и эмбриологии АН СССР (1934—1939).
Научные труды Н. В. Насонова касаются анатомии круглых червей, гистологии насекомых вообще, морфологии и систематики муравьёв и веерокрылых, истории развития страуса и многих других. Затем Насонов всецело перешёл на изучение морфологии, систематики и фаунистики диких баранов Евразии.
Насонов был инициатором издания Академией наук (под его редакцией) обширного труда «Фауна России и сопредельных стран, преимущественно по коллекциям зоологического музея Императорской Академии Наук» (впоследствии — «Фауна СССР»; под его редакцией вышли 25 книг). Инициатор комплексного изучения Байкала (1916). Статьи Насонова, популярные и прикладного содержания, посвящены, главным образом, пчеловодству, отчасти рыбоводству.
В 1936 году он присоединил свой голос к защите в политическом «деле Лузина».
Скончался 11 февраля 1939 года. Похоронен в Москве на Новодевичьем кладбище.

## Семья
жена — Екатерина Александровна Корнилова (1870—после 1941), дочь А. А. Корнилова и Елизаветы Николаевны Супонёвой. Их дети:
- Антонина (Нина) Николаевна Насонова (Клепинина) (1894—1941) — искусствовед, выпускница Смольного; внучатая племянница вице-адмирала героя Севастопольской обороны В. А. Корнилова. жена (первым браком) знаменитого философа Василия Эмильевича Сеземана (развод в 1922 году), вторым браком — писателя и историка Николая Андреевича Клепинина. В 1920-х годах жила в Париже, где её семья дружила с семьёй Эфронов-Цветаевых, близкая подруга Марины Цветаевой, разделившая трагическую судьбу её и её семьи. В 1937 году возвратилась в СССР и в ночь с 6 на 7 ноября 1939 года была арестована НКВД в Москве, на Пятницкой улице (д. 12), в доме своего отца, куда она приехала с дочерью Софьей (1927—2000)[5]. В ту же ночь, в Москве, на Садово-Триумфальной, был арестован старший сын Нины Николаевны от первого брака — Алексей Васильевич Сеземан. В пересыльной орловской тюрьме 28 июля 1941 года как французских шпионов «расстреляли групповым расстрелом» супругов Нину Николаевну и Николая Андреевича Клепининых, С. Я. Эфрона и Эмилию Литауэр.
- Дмитрий Николаевич Насонов (1895—1957) — академик АМН СССР (1945).
- Арсений Николаевич Насонов (1898—1965) — историк, археограф, источниковед, историко-географ, доктор исторических наук (1944).
- Всеволод Николаевич Насонов (1900—1987) — учёный в области строительных конструкций, доктор технических наук.